# Гран Комбен
Гран Комбен (на френски: Grand Combin) е планински масив и връх в западната част на Пенинските Алпи, на територията на Швейцария. Със своите 4314 м надморска височина той е един от най-високите масиви в целите Алпи.
Масивът започва от централното алпийско било на север и се простира на 33 км между реките Дранс и нейния приток Дранс де Бан. На него има четири най-високи върхове, които се издигат над 4000 м. Това са:
- Комбен дьо Графенер (Combin de Grafeneire) – 4314 м;
- Егюи дьо Кроасан (Aiguille de Criossant) – 4260 м;
- Комбен дьо Валсоре (Combin de Valsorey) – 4183 м;
- Комбен дьо ла Цесет (Combin de la Tsessette) – 4134 м.[2]

Масивът е покрит от вечни снегове, а от северната част, на нешироко плато, се намира ледникът Корбасиер – един от големите ледници в планината, дълъг почти 10 км. От източната страна са по-малките ледници Бовари и Мон Дюран. Няколко по-ниски върхове ги обграждат.
Масивът е покорен за първи път от родения в Берн швейцарец Готлиб Самуел Щюдер на 14 август 1851 г. Той изкачва връх Комбен дьо Корбасиер – извън групата на най-високите в масива. През 1857 г. нова експедиция достига Егюи дьо Кроасан. Покоряването на най-високия връх се случва на 30 юли 1859 г. от група под ръководството на Шарл Сент-Клер Девил (1810 – 1876).
През 1895 г. върхът е изкачен и от българския студент от Женева Параскев Стоянов. Така този бъдещ лекар става първият българин покорил четирихилядник, за което, след връщането си в България, получава специални поздравления от Алеко Константинов. Той се смята за родоначалник на алпинизма в страната ни.